# Rickard Sandler
Rickard Johannes Sandler (Torsåker, 29 januari 1884 - Stockholm, 12 november 1964) was een Zweeds politicus en premier.

## Studies en beroepsloopbaan
Als zoon van de volkshogeschoolrector en parlementslid Johan Sandler studeerde hij kunsten aan de Universiteit van Uppsala. Vervolgens was hij van 1905 tot 1926 onder meer leraar aan de volkshogeschool van Kramfors, waar zijn vader rector was.
In 1911 werd hij ook licentiaat in de filosofie aan de Universiteit van Göteborg.

## Politieke loopbaan
In 1911 werd Sandler namens de Sociaaldemocratische Arbeiderspartij verkozen in de Rijksdag en bleef er zetelen tot in 1952. In 1912 was hij medeoprichter van de Zweedse arbeidersvakbond, die de basis zou gaan vormen van de Zweedse arbeidersbeweging. In 1917 werd hij eveneens de uitgever van het partijblad van de sociaaldemocraten. In deze functie was hij in 1920 de hoofdauteur van het nogal marxistisch partijprogramma van de Zweedse sociaaldemocraten.
In 1918 werd hij onder premier Nils Edén en later Hjalmar Branting staatssecretaris van Financiën en bleef dit tot in oktober 1920. Van juli tot oktober 1920 was hij ad interim minister van Financiën.
Van 13 oktober 1921 tot 19 april 1923 was hij in de tweede regering van Branting minister Zonder Portefeuille en van 18 oktober 1924 tot 24 januari 1925 was hij in de derde regering van Hjalmar Branting minister van Handel.
Nadat Branting wegens gezondheidsredenen ontslag nam als premier, werd Sandler op 24 januari 1925 op 41-jarige leeftijd door koning Gustaaf V benoemd tot de nieuwe Zweedse premier. Als premier zorgde hij ervoor dat de Zweedse defensie moest besparen, aangezien de sociaaldemocraten dit bij de verkiezingen van 1924 hadden beloofd. Hiervoor kreeg hij de steun van de Vrijdenkende Volkspartij.
Een andere belangrijke beslissing van zijn regering was om de maatregelen die de Werkloosheidscommissie nam te annuleren. De commissie weigerde namelijk stakende arbeiders die ontslagen werden te vergoeden. Dit leidde tot een regeringscrisis, aangezien de liberale en conservatieve meerderheid in het parlement het daar niet mee eens was. Uiteindelijk kwam er een motie van wantrouwen tegen Sandler en dit zorgde ervoor dat hij op 6 juni 1926 ontslag nam als premier. Vervolgens was hij van 1926 tot 1932 de voorzitter van het Statistisch Centraal Bureau van Zweden.
Na meerdere jaren uit de politiek werd hij op 26 september 1932 minister van Buitenlandse Zaken in de regering van partijgenoot Per Albin Hansson en bleef dit tot en met 13 december 1939. Tijdens het korte premierschap van Axel Pehrsson-Bramstorp werd zijn ministerschap van 19 juni tot en met 28 september 1936 onderbroken.
Op 13 december 1939 nam hij na een meningsverschil met premier Hansson over de Winteroorlog tussen Finland en de Sovjet-Unie ontslag als minister. Sandler eiste een actieve ondersteuning van buurland Finland nadat de Sovjet-Unie het land binnenviel, maar dat wilde premier Hansson niet.
Ook na zijn ontslag bleef Sandler een invloedrijk politicus en vanaf 1940 maakte hij deel uit van de Rijksdagcommissie voor Buitenlandse Zaken. Van 1946 tot aan zijn dood in 1964 was hij er de voorzitter van. Van 1947 tot 1960 was hij permanent vertegenwoordiger van Zweden bij de Verenigde Naties.
Van 1941 tot 1950 was hij tevens gouverneur van de provincie Västra Götalands län. Daarnaast was hij ook voorzitter van verschillende regeringscommissies. Van 1920 tot 1936 was hij de voorzitter van de nationaliseringscommissie en van 1945 tot 1947 was hij de voorzitter van de zogenaamde Sandler-commissie die bevoegd was voor de coördinatie van de Zweedse vluchtelingenpolitiek na de Tweede Wereldoorlog.

## Publicaties
Sandler vertaalde het werk Das Kapital van Karl Marx in het Zweeds en publiceerde in 1911 een studie over de sociale klassen. In 1943 publiceerde hij ook een boek over literaire en historische schriften.
- Bibliothèque nationale de France: cb11085146r (data)
- Gemeinsame Normdatei: 118999699
- International Standard Name Identifier: 0000 0001 2210 4765
- KulturNav: fc16743b-3d2c-40c8-a9b4-c3186315358d
- Library of Congress Control Number: no2010161815
- Nationale Bibliotheek van Letland: 000319856
- LIBRIS: 209924
- Virtual International Authority File: 40178900
- WorldCat: E39PBJdx4wFCfd8v74Xm96384q